# راية الصلاة
راية الصلاة (بالتبتية: རླུང་རྟ) هي عبارة عن قطعة قماش مستطيلة وملونة، غالبًا ما توجد مُعلقة على طول السلاسل الجبلية والقمم العالية في جبال الهيمالايا. تُستخدم هذه الأعلام لتبارك المناطق الريفية المحيطة، كما تشير ألوانها إلى العناصر الأساسية التي تشكّل الأجسام الفيزيائية والمادية، مثل الماء والتراب والنار والهواء.
تشمل أعلام الصلاة التقليدية النصوص والصور المطبوعة على الخشب.
ويُعتقد أن أول من استخدمها معتنقيّ البون، إحدى الديانات المُشتقة من البوذية التبتية. ويُزعم عندهم أن هذه الأعلام تقوم بإرسال الطاقة الإيجابية، بمساعدة الرياح التي تسود المنطقة، وبذلك تنتشر السعادة والرفاهية للجميع.

## التسمية
يعود مصطلح عَلَم الصلاة إلى منطقة التبت، حيث يُطلق عليه (بالتبتية: རླུང་རྟ ، حرفيًا: دار تشو)، ويشير المصطلح إلى دار لتعزيز الصحة والثروة والسعادة والحياة، تشو في الكائنات الحية.

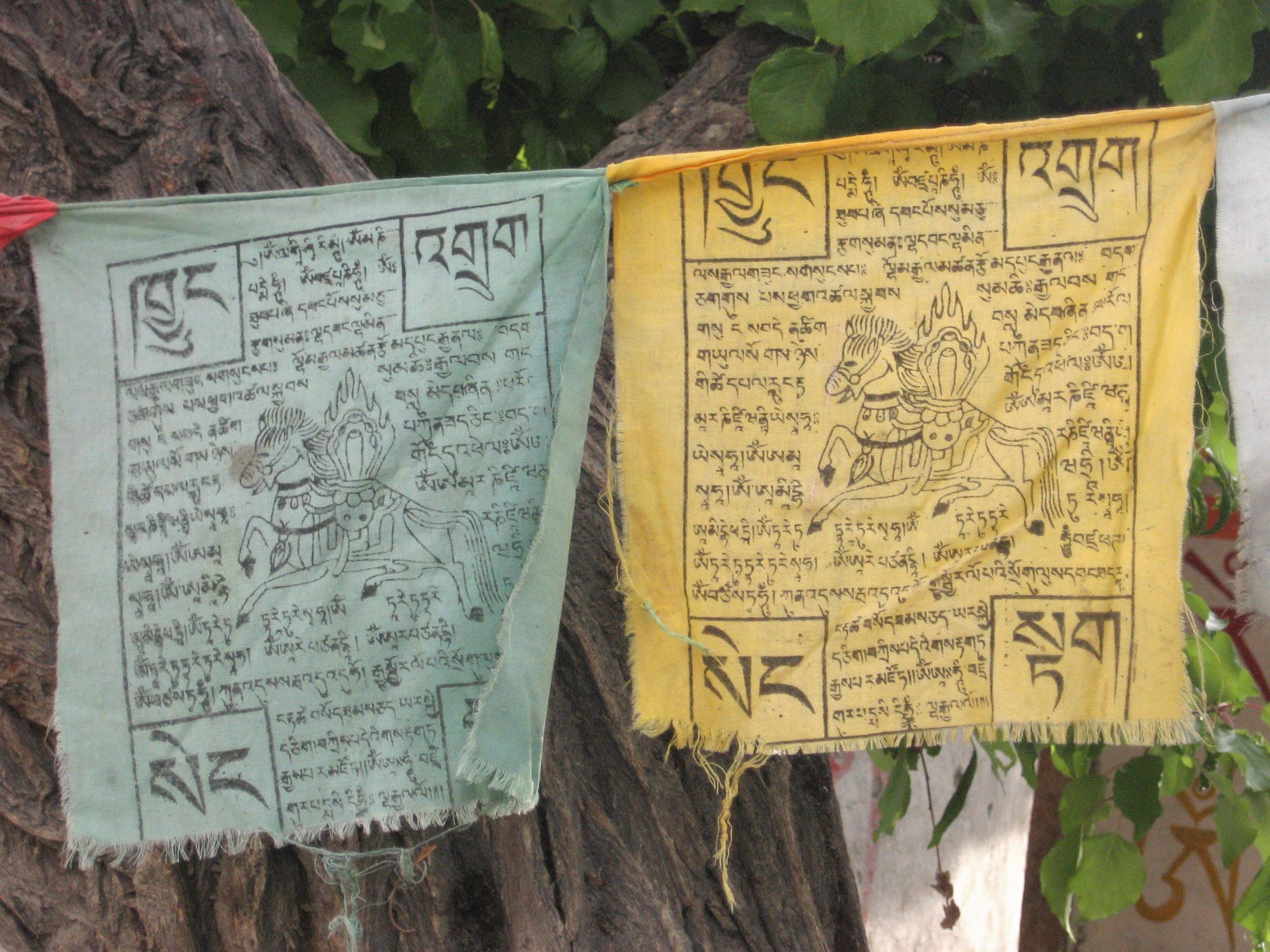
نظرة مقربة على علم صلاة في لداخ، الهند.

## الألوان والطباعة الخشبية

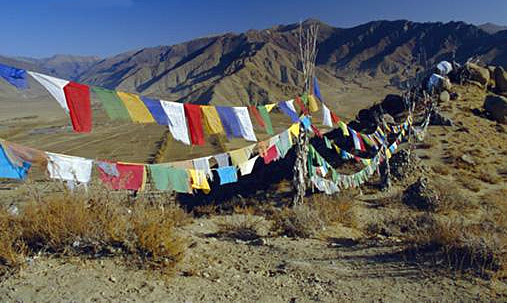
أعلام صلاة لنغ تا مُعلقة على طول مسار جبلي في نيبال.

يتم استخدام خمسة ألوان في أعلام الصلاة؛ هي الأزرق والأبيض والأحمر والأخضر والأصفر. تعبّر هذه الألوان الخمسة عن الإتجاهات الرئيسية الخمس، الشمال والجنوب والشرق والغرب والوسط، كما تعبّر في البوذية عن بعض المفاهيم مثل الرحمة، الحكمة، الانسجام، واللطف، الكمال.

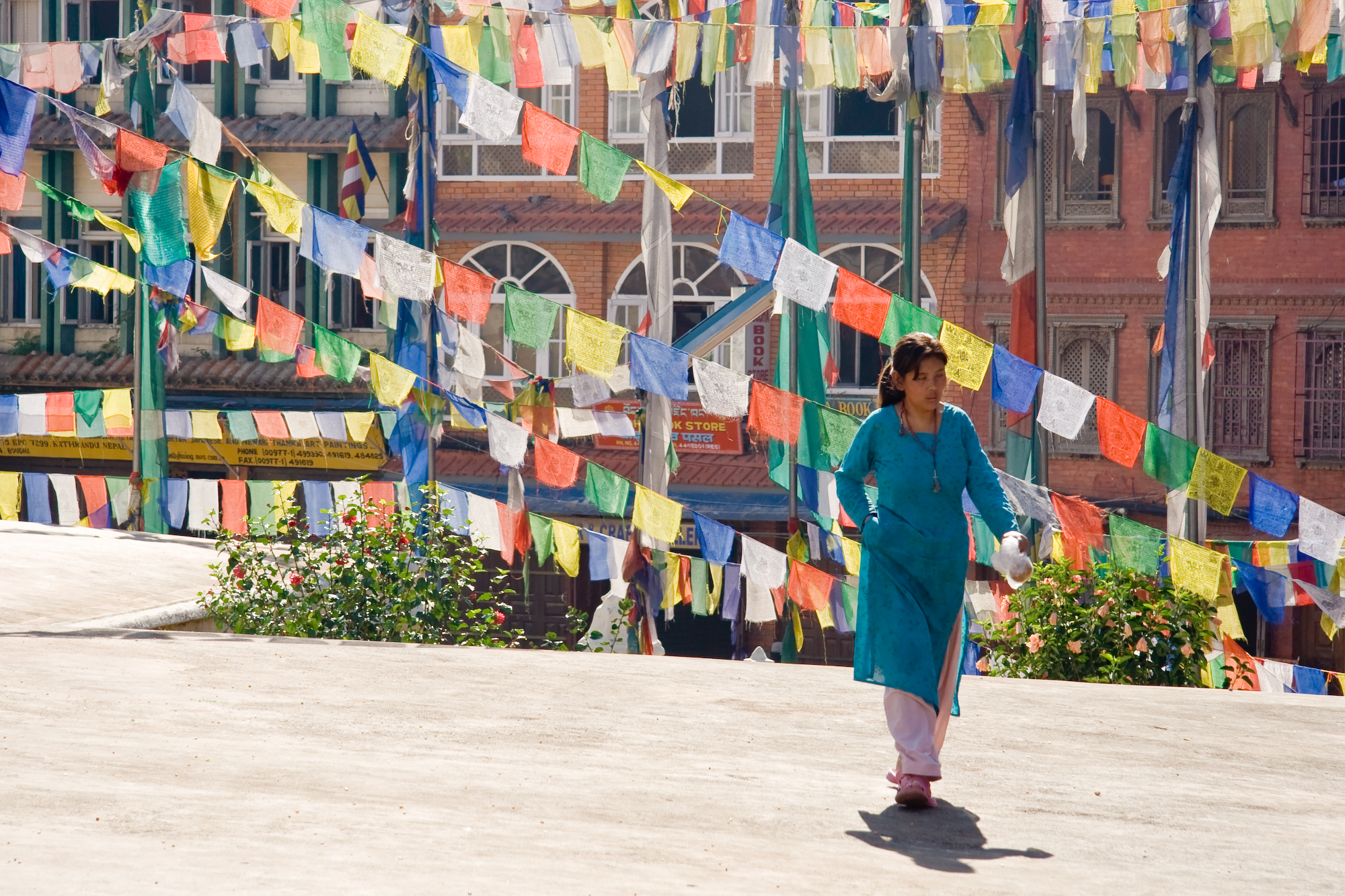
أعلام صلاة ملونة في كتماندو، نيبال.

يشير اللون الأزرق في أعلام الصلاة إلى الطهارة، النقاء، الشفاء. كما يشير اللون الأبيض إلى الحكمة. أما اللون الأحمر، فيمثل النار والحرارة أو الطاقة. في حين يساعد اللون الأخضر على التخلّص من الغيرة والحسد والحقد. كما يرمز اللون الأصفر إلى الأرض، حيث يمثل العناصر الصلبة، العناصر الأرضية الداخلية كالعظام، والوتر، والجلد والأسنان.

## معرض صور

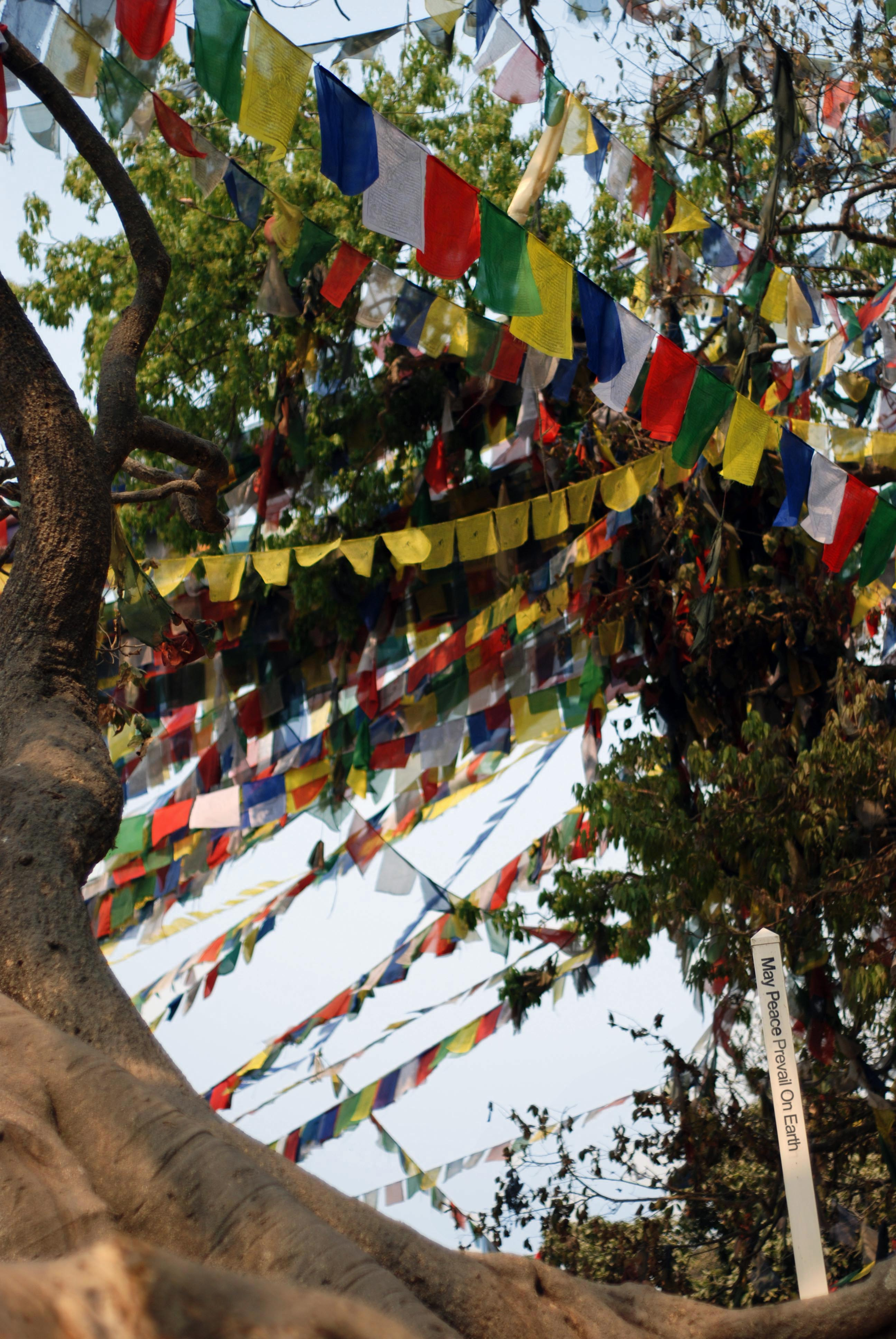
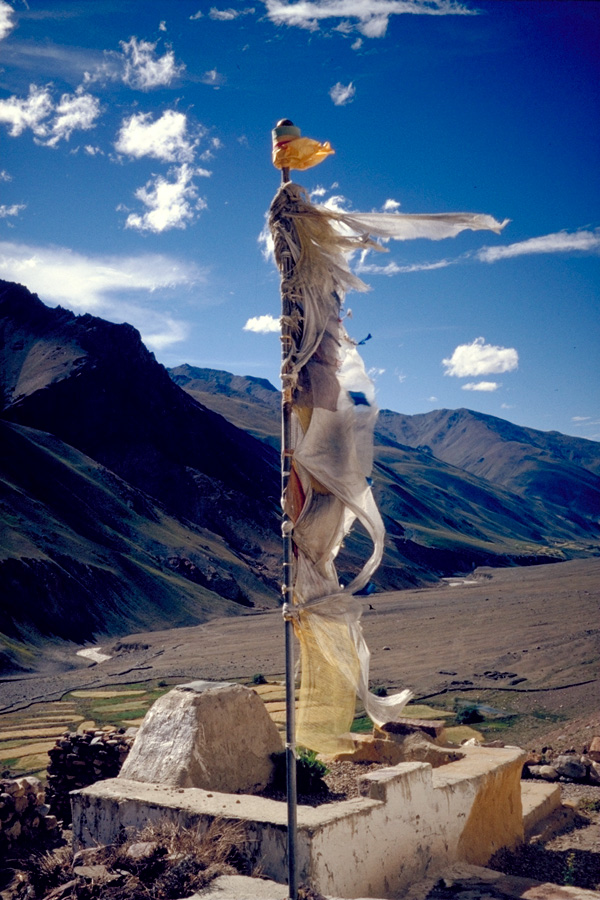
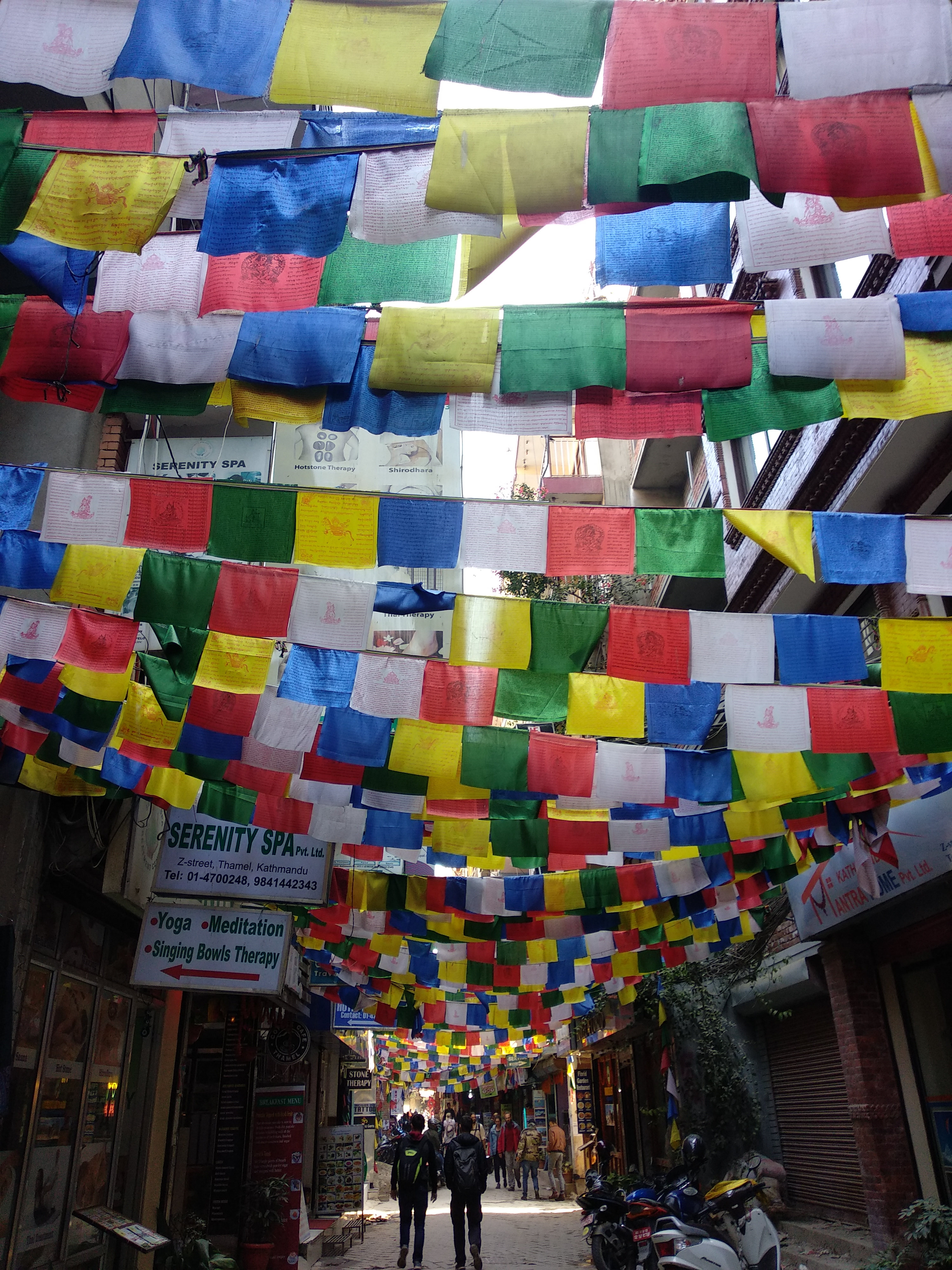
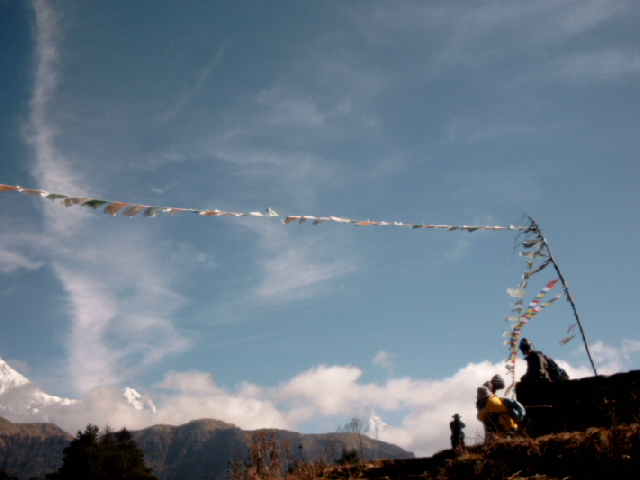

## وصلات خارجية
- أعلام صلاة تبتية في نيبال